# Montrond (Alts Alps)
Montrond (en francès Montrond) és un municipi francès situat al departament dels Alts Alps i a la regió de Provença – Alps – Costa Blava.

## Demografia
| 1831                                       | 1962 | 1968 | 1975 | 1982 | 1990 | 1999 | 2006 | 2018 |
| ------------------------------------------ | ---- | ---- | ---- | ---- | ---- | ---- | ---- | ---- |
| 112                                        | 54   | 49   | 52   | 47   | 53   | 39   | 48   | 80   |
| Des de 1962: població sense dobles comptes |      |      |      |      |      |      |      |      |

## Administració
| Període   | Identitat     | Partit |
| --------- | ------------- | ------ |
| 2001-2008 | Louis Roumieu |        |
| 2008-2014 | Maryse Girard |        |
| 2014-     | Alain Roumieu |        |